# Andrea Ferrigato

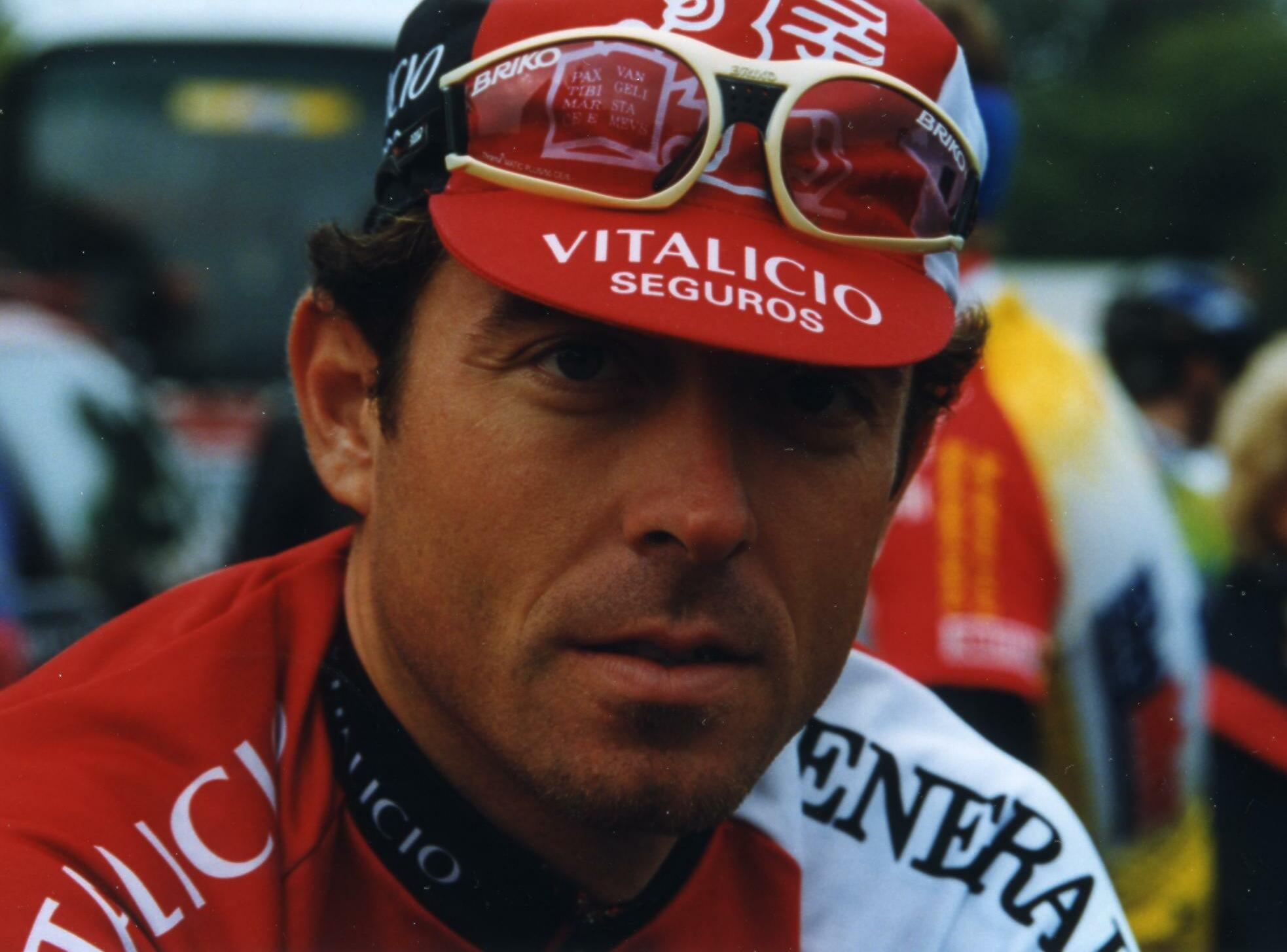
Andrea Ferrigato (1998)

Andrea Ferrigato (* 1. September 1969 in Schio) ist ein ehemaliger italienischer Radrennfahrer.
Andrea Ferrigato war Profi-Rennfahrer von 1991 bis 2005. Sein erfolgreichstes Jahr war 1996, als er u. a. Zweiter des Rad-Weltcups hinter Johan Museeuw wurde. Zu dieser Platzierung trugen wesentlich seine Siege beim Leeds Classic sowie bei der Meisterschaft von Zürich bei.
Viermal startete Ferrigato bei der Tour de France. Zweimal gab er vor Paris auf, 1995 wurde er 54., 1996 46.

## Erfolge
1991
Sieger Giro della Provincia di Reggio Calabria
1994
12. Etappe Giro d’Italia
1995
1. GP Industria & Artigianato di Larciano
1996
Sieger Giro della Romagna
Sieger Trofeo Matteotti
Sieger Leeds Classic
Sieger Züri-Metzgete
2. Rad-Weltcup
1997
Sieger GP Ouest France-Plouay
5. Etappe Tirreno–Adriatico
1999
Sieger Trofeo Pantalica
2. Etappe Vier Tage von Dünkirchen
Sieger Berner Rundfahrt
2001Sieger Algarve-Rundfahrt
20022. Etappe Étoile de Bessèges
20031. Etappe Giro della Liguria
Sieger Gran Premio Nobili Rubinetterie

## Teams
- 1991–1993 Ariostea
- 1994 ZG Mobili-Selle Italia-Bottecchia
- 1995 ZG Mobili-Selle Italia-Birex
- 1996–1997 Roslotto-ZG
- 1998 Vitalicio Seguros-Grupo Generali
- 1999 Ballan - Alessio
- 2000 Fassa Bortolo
- 2001–2003 Alessio
- 2004 Acqua & Sapone-MoKambo
- 2005 Acqua & Sapone-Adria-MoKambo bis März 2005